# Hulkestein (Arnhem)

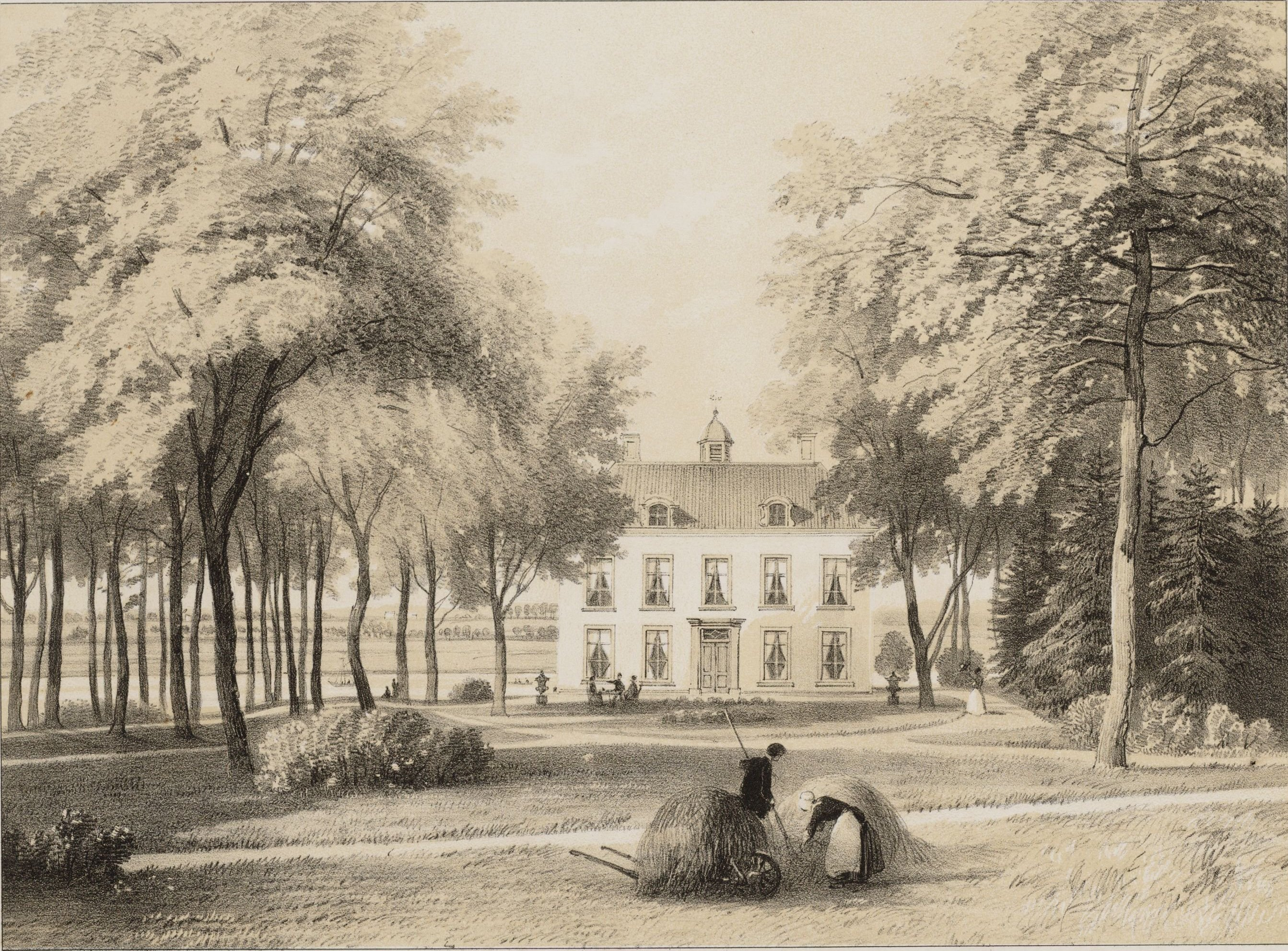
Prent van Hulkestein ca. 1860

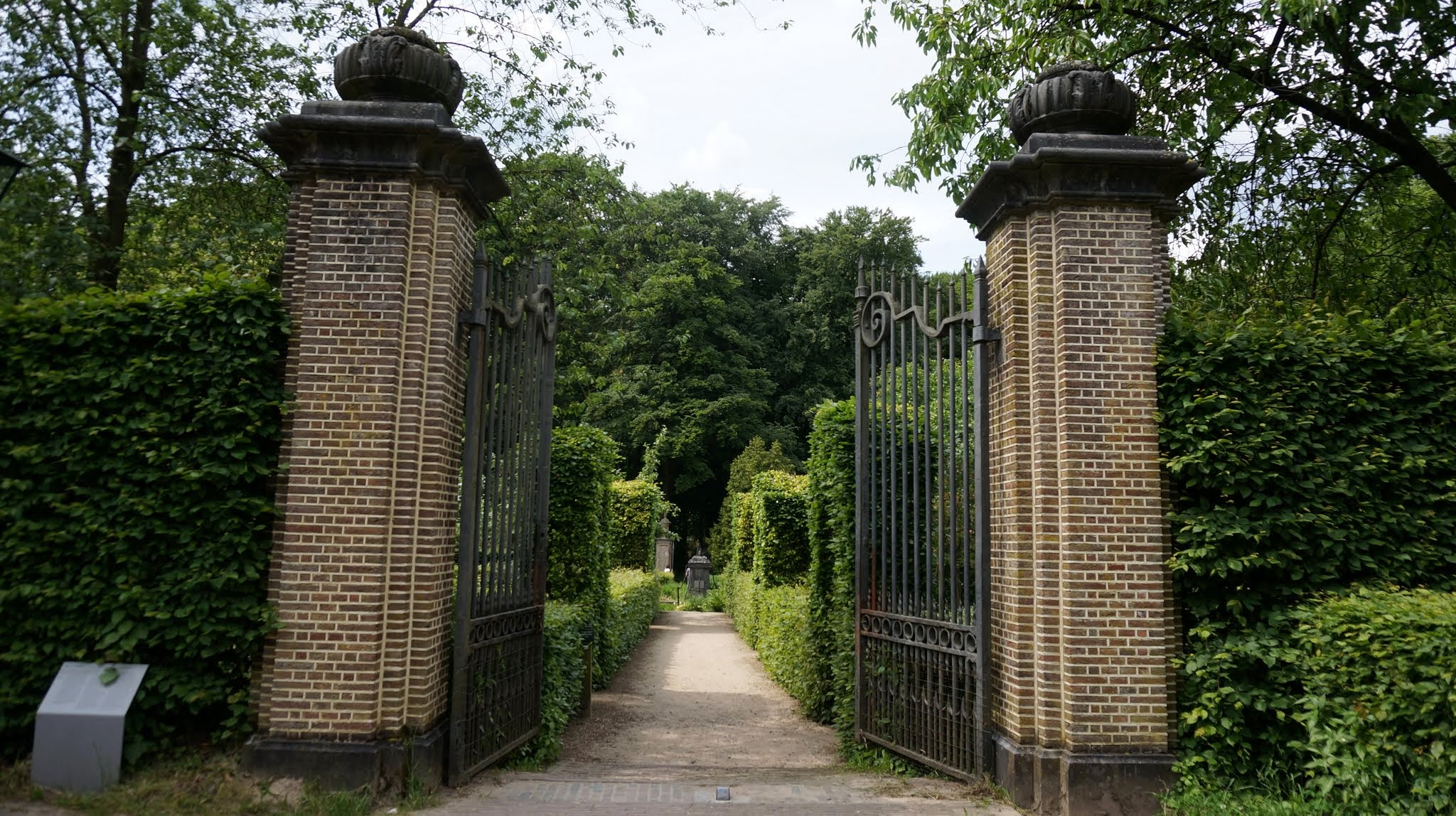
Toegangshek in het Openluchtmuseum

Het Huis Hulkestein (Hulckesteijn) was een versterkt voorraad- en woonhuis of 'spijcker', aan de Rijn ten westen van Arnhem. Het werd voor 1533 door hertog Karel van Gelre gebouwd. De buitenplaats werd verwoest door de oorlogshandelingen rond de slag om Arnhem in september 1944.
Volgens het Gelders Archief is de naam ontleend aan een vaartuig van de hertog, "de Hulk" genaamd, dat in 1537 aldaar moest worden afgebroken.
Het grondgebied was ommuurd aan de noordzijde en grensde aan de hoofdweg naar Utrecht. Rond 1650 was er een 'scharlakenververij' gevestigd, opgezet door de gebroeders Kuffeler. Deze werkten met een nieuw procedé, uitgevonden door hun schoonvader Cornelis Drebbel. In 1648 verkreeg een van de broers Kuffeler, Gillis, het recht om het stadswapen te gebruiken voor zijn producten.
Het was ook een ontmoetingsplaats voor veel alchemisten/scheikundigen, vaak van calvinistische stromingen, die Hulkestein gebruikten als thuisbasis. Vanaf 1657 werd de zaak overgenomen door Johann Moriaen, die er echter geen succes van wist te maken. Hulkestein was sinds 1666 eigendom van de rijke regentenfamilie Brantsen en zou 160 jaar eigendom van dit patriciërsgeslacht blijven. In de 18e eeuw verfraaide de familie Brantsen de buitenplaats. Een familiedrama vond plaats op 6 augustus 1826. Hulkestein werd bewoond door de weduwe van jhr. mr. Johan Brantsen, de douarière Maria Leopoldina Catharina van Hasselt en haar twee kinderen. Door het omslaan van een roeiboot kwamen dezen en vier andere inzittenden om het leven.
Van de buitenplaats Hulkestein is alleen het hekwerk over. Het hekwerk is een rijksmonument. Het toegangshek hiervan staat sinds 1936 bij de kruidentuin van het Nederlands Openluchtmuseum in Arnhem en is eveneens een rijksmonument.